# Samuel Kibet
Samuel Kibet (23 settembre 2001) è un mezzofondista ugandese.

## Palmarès
| Anno | Manifestazione     | Sede     | Evento         | Risultato | Prestazione | Note                          |
| ---- | ------------------ | -------- | -------------- | --------- | ----------- | ----------------------------- |
| 2019 | Mondiali di cross  | Aarhus   | Corsa U20      | 9º        | 24'09"      |                               |
| 2019 | Mondiali di cross  | Aarhus   | A squadre      | Argento   | 32 p.       |                               |
| 2019 | Africani U20       | Abidjan  | 5000 m piani   | 4º        | 13'44"32    |                               |
| 2019 | Africani U20       | Abidjan  | 10000 m piani  | Argento   | 28'22"26    | Miglior prestazione personale |
| 2019 | Giochi panafricani | Rabat    | 10000 m piani  | 7º        | 28'32"89    |                               |
| 2023 | Mondiali di cross  | Bathurst | Corsa seniores | 30º       | 31'34"      |                               |

## Altre competizioni internazionali
2022
- 8º alla Cinque Mulini ( San Vittore Olona) - 29'05"
- 5º al Cross della Vallagarina ( Villa Lagarina) - 27'27"